# اکیستیکس
اکیستیکس (به انگلیسی: Ekistics)، شهرشناسی(به انگلیسی: Urbanology) یا شهرپروری علم زیستگاه‌های انسانی از جمله برنامه‌ریزی منطقه‌ای، شهری، اجتماعی و طراحی مسکن و مکان زندگی است. انگیزه اصلی ایجاد علم شهرشناسی ظهور شهرگان‌های بزرگ و پیچیده‌ای همچون توکیو بود که بعضی حتی چنین شهرهایی را گونه‌ای «کیهان یا جهان‌شهر» می‌دانند. شهرپروری شامل هر نوع زیستگاه انسانی، با توجه خاص به جغرافیا، بوم‌شناسی، روان‌شناسی انسان، انسان‌شناسی، فرهنگ، سیاست و گاهی زیبایی‌شناسی می‌باشد.
به عنوان یک روش مطالعه‌ای علمی، شهرشناسی در حال حاضر بر آمار و توصیف متکی است و در پنج عنصر یا اصل طبیعت، انتروپوس (انسان)، جامعه، لایه‌ها و پوسته ها و شبکه‌ها سازمان‌بندی می‌شود. شهرپروری به‌طور کلی یک زمینه علمی‌تر از برنامه‌ریزی شهری است و همپوشانی قابل توجهی با برخی از زمینه‌های کمتر محدود نظریه معماری دارد.
هدف کاربردی در شهرشناسی دستیابی به هماهنگی در بین ساکنان یک زیستگاه انسانی و محیط فیزیکی و اجتماعی-فرهنگی آنها می‌باشد.

## انتشارات علمی
- Ekistics and the New Habitat که از سال ۱۹۵۷ تا ۲۰۰۶ چاپ شد[۶] و شروع به فراخوان برای انتشار آنلاین مقالات جدید در سال ۲۰۱۹ میلادی کرد.[۷]
- Ekistics کتابی است در سال ۱۹۶۸ توسط کنستانتینوس داکسیادیس که اغلب با عنوان مقدمه ای بر شهرپروری[En ۵] نامیده می‌شود.